# Bonlier
Bonlier é uma comuna francesa na região administrativa de Altos da França, no departamento de Oise. Estende-se por uma área de 4,47 km². Em 2010 a comuna tinha 484 habitantes (densidade: 108,3 hab./km²).